# Rudolf Slánský
Rudolf Slánský (Nezvěstice, 31 luglio 1901 – Praga, 3 dicembre 1952) è stato un politico cecoslovacco, uomo di spicco del Partito Comunista della Cecoslovacchia nel secondo dopoguerra.

## Biografia
Nato a Nezvěstice, Slánský si formò all'Istituto Commerciale di Plzeň. Dopo la prima guerra mondiale si trasferì a Praga dove entrò in contatto coi gruppi della sinistra marxista.
Nel 1921, dopo aver rotto con il Partito Socialdemocratico Cecoslovacco si unì al Partito Comunista della Cecoslovacchia, diventando una delle sue figure più eminenti: nel 1926 divenne segretario regionale del Partito di Ostrava, seguito due anni più tardi dalla nomina nella regione della Boemia Centrale, con sede a Kladno. A coronamento di questo percorso nel 1929, dopo il V Congresso del Partito Comunista della Cecoslovacchia entrò nel Presidium, massimo organo del Partito, in concomitanza con l'ascesa di Klement Gottwald alla segreteria.
Dopo l'occupazione nazista dei Sudeti nell'ottobre del 1938, Slánský e i dirigenti più importanti del partito si stabilirono a Mosca, presso l'Hotel Lux, dove molti rimasero per l'intero conflitto mondiale. A differenza di Gottwald tuttavia, Slánský nel '44 ritornò entro i confini dell'ex Cecoslovacchia e fu tra gli animatori della fallita insurrezione nazionale slovacca contro gli occupanti tedeschi e il governo collaborazionista di monsignor Tiso.
Divenuto segretario generale con l'ottavo congresso del PCC nel marzo 1946, dopo il colpo di Stato dei comunisti nel 1948 divenne il secondo uomo più potente del Paese dopo Gottwald, e in quanto tale organizzò le campagne di collettivizzazione forzata delle campagne.
Nel gennaio 1949 fu il capo della delegazione cecoslovacca alla riunione fondativa del Comecon a Mosca.
Dopo la rottura con Josip Broz Tito, presidente della Jugoslavia, Stalin temeva il ripetersi di altre insorgenze nazionaliste nei Paesi europei appena conquistati e individuò negli ebrei il potenziale nucleo di un'opposizione organizzata al regime. Sin dal 1950 Slánský, di origine ebraica, venne indebolito tramite la rimozione e la messa sotto accusa di due dirigenti a lui vicini, Otto Šling, segretario regionale del Partito in Moravia, e Bedřích Reicin, capo dell'intelligence militare.
Nel novembre dell'anno seguente Slánský fu arrestato senza preavviso al termine di una cena a casa del capo del governo cecoslovacco Antonín Zápotocký. Esattamente un anno più tardi, fu uno dei 14 dirigenti (11 dei quali di origine ebraica) che figurarono al processo pubblico di Praga, con l'accusa di alto tradimento.
Sperando di aver salva la vita, Slánský ammise al processo le proprie colpe, ma - nonostante la confessione e il proprio pubblico pentimento - venne emessa la sentenza di colpevolezza e la relativa condanna alla pena capitale. Fu impiccato cinque giorni più tardi.

## Curiosità
Dopo la rivoluzione di velluto del 1989, il nuovo presidente Václav Havel nominò ambasciatore in Unione Sovietica il figlio di Slánský, anch'egli di nome Rudolf.

## Controversie
Stando alla testimonianza di Massimo Caprara, ai tempi dei fatti segretario personale di Togliatti prima di lasciare il partito per aderire al gruppo de il manifesto nel '69, anche il Partito Comunista Italiano fu coinvolto nei fatti che portarono alla caduta di Slánský, nella persona del segretario Palmiro Togliatti, a suo tempo amico del dirigente. In visita a Praga proprio nei giorni dell'arresto, non si curò del disperato appello che la moglie Josefa Slánská gli portò per il tramite di Caprara stesso nell'hotel praghese dove risiedeva.. Tale versione è rifiutata da un giornalista del PCI residente a Praga in quegli anni, nonché traduttore in italiano del libro di memorie della stessa vedova di Slánský, Giorgio Gandini: a suo dire Caprara commetterebbe due errori, confondendo l'hotel in cui alloggiavano i dirigenti del PCI e soprattutto dimenticando che la moglie fu arrestata insieme al marito e poi esiliata con la figlia in una cittadina al confine con la Polonia, e pertanto non poteva essere in grado di raggiungere l'hotel dove erano alloggiati Togliatti e Caprara.
È invece accertato un altro fatto riguardante sempre il segretario del PCI. Dopo la caduta del comunismo dagli archivi di Praga è emerso che quando nel 1963 a Praga venne decisa la riabilitazione di Slánský, Togliatti inviò una lettera al capo del partito cecoslovacco Antonín Novotný per chiedere che nulla trapelasse prima delle imminenti elezioni politiche italiane, visto che il PCI aveva notoriamente
elogiato il processo. La decisione presa
dal Parlamento di Praga nella sessione del 3-4 aprile 1963 venne infatti
resa nota in agosto.